# 阿爾傑托阿亞鄉
44°31′N 23°22′E / 44.517°N 23.367°E
阿爾傑托阿亞鄉（羅馬尼亞語：Comuna Argetoaia, Dolj），是羅馬尼亞的鄉份，位於該國西南部，由多爾日縣負責管轄，面積55平方公里，海拔高度173米，2007年人口4,711，人口密度每平方公里86人。